# دووبراویتسه ناد سویتاووو
دووبراویتسه ناد سویتاووو (به چکی: Doubravice nad Svitavou) یک منطقهٔ مسکونی در جمهوری چک است که در ناحیه بلانسکو واقع شده‌است. دووبراویتسه ناد سویتاووو ۱۰٫۷ کیلومتر مربع مساحت و ۱٬۲۶۴ نفر جمعیت دارد و ۳۱۵ متر بالاتر از سطح دریا واقع شده‌است.